# Scuola elementare Boncompagni
La scuola elementare Boncompagni, situata nel quartiere San Donato, è un edificio storico di Torino vincolato dalla Soprintendenza Archeologia, belle arti e paesaggio per la città metropolitana di Torino .
La scuola è citata nel libro Cuore di Edmondo De Amicis  e annovera tra i suoi ex studenti il filosofo Gianni Vattimo .

## Storia
La Scuola elementare Carlo Boncompagni è già presente nel 1871 con la sezione femminile in via San Donato 19 e la maschile, con corsi sia diurni che serali, in via Balbis. Le due sezioni sono riunite nel 1882 quando si inaugura il nuovo edificio scolastico, costruito nella sede attuale su progetto dell’architetto Edoardo Pecco. Due anni dopo avviene l’intitolazione a Carlo Bon Compagni di Mombello, magistrato, politico e pedagogista italiano, nato a Torino nel 1804, estensore della legge sul controllo governativo delle scuole di ogni ordine e grado che porta il suo nome e in seguito ministro della Pubblica Istruzione e promulgatore delle leggi scolastiche piemontesi del 1848. 
Nella scuola vengono sperimentati i ricreatori festivi aperti dal Comune per intrattenere gli alunni fino alle 17 in giorni non scolastici. Una relazione del 1898 indica la Boncompagni come modello «di edificio scolastico razionale e moderno», già dotato di sistemi di riscaldamento e di palestra. La capienza ben presto diventa insufficiente e nel 1902 si affittano altre dieci stanze in un edificio privato in via Susa. Sono gli anni in cui si stabilisce il primo ampliamento dell’edificio, realizzato poi solo nel 1926 . Questi lavori permettono di recuperare altre 15 aule, bagni, cucina, una terza entrata e una sala laboratorio del legno e del ferro per il corso integrativo di avviamento professionale, istituito dal Comune a partire dal 1923 . 
Durante la Seconda Guerra Mondiale la Boncompagni viene usata come infermeria e negli anni successivi ospita i corsi del Liceo classico Cavour la cui sede era inagibile. 
Negli anni Cinquanta-Sessanta la sede ospita oltre 1500 alunni. Negli anni '80, lo stato pericolante delle sue facciate obbliga l'amministrazione a smistare alcun classi in appartamenti ed edifici della zona . La completa ristrutturazione dell'edificio, dopo diversi tentativi, inizia nel 2023 grazie ai fondi del PNRR con un budget di 8 milioni di euro .

## Descrizione
La scuola, con pianta a ferro di cavallo e di stile eclettico, con 24 aule e tre piani fuori terra e uno sotterraneo che contiene la palestra , fa parte dell'Istituto Comprensivo Pacinotti e dal 1985 ha come succursale l’elementare De Filippo. 
Il progetto dell'edificio fu curato dell’ingegner Edoardo Pecco, all’epoca capo dell’Ufficio d’Arte della città, ideatore anche dei Toret, fontanelle pubbliche caratteristiche della città di Torino (la prima fontanella comparve proprio nel borgo San Donato ).
Nel 1926 l'edificio fu ampliato aggiungendo altre 15 aule, e ampliato successivamente nel 1959. Di buona fattura, si può notare un’accurata esecuzione nei particolari decorativi, come le modanature delle finestre e la fascia centrale di ingresso su via Galvani. Il decoro è sottolineato dal ritmo arioso delle aperture che scandiscono l’impatto monumentale del corpo di fabbrica.
L'edificio è di proprietà del Comune di Torino, come testimonia lo Scudo del Comune di Torino con toro giallo in campo blu sormontato dalla corona civica turrita presente sopra il portone di ingresso.